# 遊情BEST
『遊情BEST』（ゆうじょうベスト）は、2016年2月3日にソニー・ミュージックレコーズから発売された、遊助のコラボ・ベスト・アルバム。

## 解説
アルバムとしては5枚目の『あの・・旅の途中なんですケド。』から約2年ぶりとなるが、ベスト・アルバムは初となる。
アルバムには新曲2曲と2009年に発売された『あの・・こんなんできましたケド。』から2015年に発売された最新シングル「お前しかいねぇ 遊turing RED RICE(from湘南乃風)」に収録されている他のアーティストとコラボした「遊turing」（ユーチャリング）の楽曲が収録されている。

## 収録内容
CD
1. 君ドリーム 遊turing GReeeeN
作詞：遊助、作曲：GReeeeN  編曲：Tsubasa Takada [Diosta Inc.]・JIN
2. 怪盗MAGNUM 遊turing SHOCK EYE(from 湘南乃風)
作詞：遊助・SHOCK EYE、作曲：遊助・SHOCK EYE・N.O.B.B、編曲：N.O.B.B
3. ルーレット 遊turing Mummy-D
作詞：遊助・Mummy-D、作曲：Mummy-D・遊助
4. わがまま 遊turing TEE
作詞：遊助・TEE、作曲：遊助・TEE・MANABOON
5. 10年 遊truing 童子-T
作詞：遊助・童子-T、作曲：3rd Productions・遊助、編曲：3rd Productions
6. What I'm feeling now 遊turing 川畑要
作詞：遊助・川畑要、作曲：N.O.B.B
新曲
7. Wherever you are 遊turing GILLE
作詞：遊助・GILLE、作曲：UTA
8. Ring 遊turing Ms.OOJA
作詞：遊助・Ms.OOJA、作曲：N.O.B.B・Ms.OOJA・遊助
9. Never Ever 遊turing lecca
作詞･作曲：lecca・遊助、編曲：lecca・Tatsuyuki Okawa
10. お前しかいねぇ 遊turing RED RICE(from 湘南乃風)
作詞：遊助・RED RICE、作曲：Kobasolo・遊助・RED RICE、編曲：生田真心
11. Stand up for yourself 遊turing USK World Crew
作詞：lecca・遊助、作曲：遊助・N.O.B.B、編曲：My-key・N.O.B.B
12. 今夜は無礼講 遊turing 餓鬼レンジャー
作詞：遊助・ポチョムキン・YOSHI、作曲・編曲：N.O.B.B
13. 空 遊turing ET-KING
作詞・作曲：ET-KING・遊助、編曲：N.O.B.B
14. キャッチボール 遊turing Rake
作詞：遊助・Rake、作曲：Rake
15. 宛てのない手紙 遊turing JAY'ED
作詞：遊助・JAY'ED、作曲：遊助,JAY'ED,UTA、編曲：UTA
16. ガラスのエース 遊turing 柴田知美
作詞：遊助・柴田知美、作曲・編曲：Mine-Chang
17. 船上の音楽団 遊turing Heartbeat
作詞：遊助・Heartbeat、作曲：CHOKKAKU・遊助・Heartbeat、編曲：CHOKKAKU

DVD
1. 「君ドリーム 遊turing GReeeeN」Music Video
2. 「君ドリーム 遊turing GReeeeN」Music Video Making
3. おでん屋 遊助 ～阿川佐和子編～
4. おでん屋 遊助 ～SHOCK EYE・TEE・D.J. N.O.B.B編～

## 演奏
※
- Fumihito Abe：Guitar (#2.12.13)
- N.O.B.B：All Other Musical Instruments & Programming (#2.12.13)
- Mummy-D：All Other Musical Instruments & Programming (#3)
- MANABOON：All Instruments (#4)
- Shingo.S：All Musical Instruments & Programming (#5)
- Heartbeat： Chorus (#6)
- UTA：All Musical Instruments (#7.15)
- lecca, 大川タツユキ：All Musical Instruments & Programming (#9)
- IKUCO Tsutsumi：Chorus (#10)
- Mamoru.S：Guitar (#11)
- USK World Crew (Clementine Ka, Anca D, Reynard Lee Forest, Kauan)：Chorus (#11)
- Rake：Acoustic Guitar, Chorus (#14)
- 佐々木望：Electric Guitar (#14)
- 田中隼人：All Other Musical {{}}Instruments & Programming (#14)
- Mine-Chang：All Musical Instruments & Programming (#16)
- CHOKKAKU：All Musical Instruments (#17)